# Sławomir Kamosiński
Sławomir Kamosiński – polski historyk, dr hab. nauk humanistycznych, profesor uczelni Instytutu Prawa i Ekonomii Uniwersytetu Kazimierza Wielkiego.

## Życiorys
Ukończył naukę w Liceum Ogólnokształcącym w Nakle nad Notecią, oraz studia na Wydziale Historycznym Uniwersytetu im. Adama Mickiewicza w Poznaniu, 10 maja 1999 uzyskał doktorat za pracę Przemiany w strukturze przemysłu wielkopolskiego w międzywojennym dwudziestoleciu, 2 czerwca 2008 habilitował się na podstawie pracy zatytułowanej Mikroekonomiczny obraz przemysłu Polski Ludowej w latach 1950-1980 na przykładzie regionu kujawsko-pomorskiego.
Został zatrudniony na stanowisku profesora nadzwyczajnego i dyrektora w Instytucie Prawa, Administracji i Zarządzania na Wydziale Administracji i Nauk Społecznych Uniwersytetu Kazimierza Wielkiego.
Jest profesorem uczelni w Instytucie Prawa i Ekonomii Uniwersytetu Kazimierza Wielkiego.